# Holly Palmer
Holly Palmer är en amerikansk sångerska, född 1971 och uppvuxen i södra Kalifornien. Hon har bland annat gjort låten "I Will" som är med i filmen Into the Blue:s soundtrack. Hon har bland annat jobbat med artister som David Bowie.

## Diskografi
Album
- 1996 – Holly Palmer
- 2000 – Tender Hooks
- 2004 – I Confess
- 2007 – Songs For Tuesday
- 2017 – A Family Album

EP
- 2007 – The Soul of Bubbles & Cheesecake